# Daniel Waldenström
Daniel Anders Måns Waldenström, född 27 mars 1974 i Järfälla församling i Stockholms län, är en svensk nationalekonom, ekonomhistoriker och professor.
Daniel Waldenström disputerade 2003 i nationalekonomi vid Handelshögskolan i Stockholm och 2009 i ekonomisk historia vid Lunds universitet. Som forskare och lärare har han verkat vid University of California i Los Angeles, USA, Handelshögskolan i Stockholm, Uppsala universitet och Paris School of Economics. Han är professor i nationalekonomi samt programchef för forskningsprogrammet ”Skatter och samhället” vid Institutet för Näringslivsforskning (IFN) i Stockholm. Han forskar om ekonomisk ojämlikhet, skatter, finanspolitik och ekonomisk historia.
Waldenström växte upp i en akademikerfamilj i Sollentuna. Han är sonson till Gillis Waldenström, dotterson till Bengt Collste och systerson till Göran Collste.